# Aganosma schlechteriana
Aganosma schlechteriana là một loài thực vật có hoa trong họ La bố ma. Loài này được H.Lév. mô tả khoa học đầu tiên năm 1911.